# Francis Castaing
Francis Castaing (nascido em 22 de abril de 1959) é um ex-ciclista de estrada profissional francês. Venceu uma etapa no Tour de France 1985 e representou França nos Jogos Olímpicos de Verão de 1980.